# Aimeric de Peguilhan
Aimeric de Peguilhan (c.1175 - c. 1230 a Itàlia) fou un trobador occità nascut a Pegulhan (localitat situada vora Sent Gaudenç).
Fill d'un mercader de teixits, el seu primer mecenes fou Ramon V de Tolosa i després el seu fill Ramon VI de Tolosa. Visqué a Catalunya un cert temps sota la protecció de Guillem de Berguedà. Hagué d'abandonar la regió davant l'amenaça de la croada albigesa i es desplaçà al nord d'Itàlia cap al 1212 on s'hi va estar deu anys sota la protecció dels senyors d'Este i de Malaspina. Es creu que tenia una amant a Tolosa de Llenguadoc, motiu pel qual hi va tornar un altre cop.

## Vidad'Aimeric de Peguilhan
N'Aimerics de Peguillan si fo de Tolosa, fils d'un borges qu'era mercadiers, que tenia draps a vendre. Apres cansos e sirventes, mas molt mal cantava. Et enamoret se d'una borgesa, soa visina. Et aquella amors li mostret trobar. Et fetz de leis maintas bonas cansos. E mesclet se ab lui lo marritz de la domna e fetz li desonor. E N'Aimerics si s'en venget, qu'el lo feri d'una espaza per la testa. Per que.l covenc ad issir de Tollosa e faidir. Et anet s'en en Cataloigna. E.N Guillems de Berguedam si l'acuilli; et enansset lui en son trobar, en la premiera canson qu'el avia faita. Et fetz lo joglar, qu'el li det son pallafre e sos vestirs. E presentet lo al rei Anfos de Castella, que.l crec d'arnes e d'onor. Et estet en aquellas encontradas lonc temps. Puois s'en venc en Lombardia, on tuich li bon ome li feron gran honor. Et en Lombardia definet.

## Obres

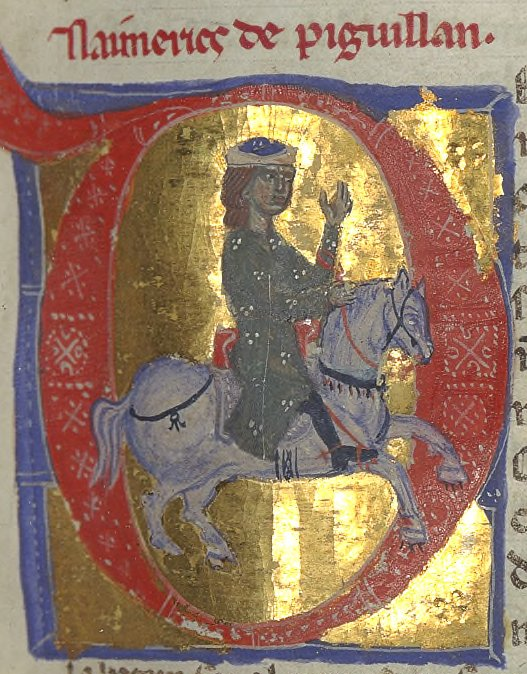
BnF ms. 12473 fol. 37, cançoner K

Se sap que compongué almenys cinquanta obres, de les quals només sis ens han arribat amb música:
- (10,12)[4] Atressi·m pren com fai al jogador (amb música conservada al cançoner G)
- (10,15) Cel que s'irais ni guerrej' ab amor (amb música conservada al cançoner G)
- (10,25) En Amor trop alques en que·m refraing (amb música conservada als cançoners G i R)
- (10,27) En greu pantais m'a tengut longamen (amb música conservada al cançoner G)
- (10,41) Per solatz d'autrui chan soven (amb música conservada al cançoner G)
- (10,45) Qui la vi, en ditz (amb música conservada als cançoners R i W)